# Джуліан Барбур
Джуліан Б. Барбур (англ. Julian Barbour; нар. 1937) — британський фізик. Займається дослідженнями квантової гравітації та історією науки.

## Біографія
Барбур виріс у Південному Ньюґінгтоні (Оксфордшир), вивчав математику в Кембриджському університеті, поступив у аспірантуру в Мюнхені, де займався астрофізикою, докторський ступінь з основ загальної теорії відносності здобув 1968 року в Кельнському університеті під керівництвом Петера Міттельштадта. До 1996 року він переважно працював перекладачем наукових текстів, а потім присвятив себе основним дослідженням. Він написав науково-популярну книгу The end of time (Кінець часу), в якій відстоює тезу про те, що час — це лише ілюзія, а виміряти можна лише зміни.
Концепція Барбура сформувалася під сильним впливом Ернста Маха та його емпіричної філософії. Барбур досліджував та публікував статті про принцип Маха, а також написав книгу про історію принципів динаміки (засновану на механіці Ернста Маха в її розвитку). Разом з італійським фізиком Бруно Бертотті він розробив динамічну теорію (названу ним best matching), яка реалізує принцип Маха та не передбачає існування простору-часу.
У 2008 році він був запрошеним професором в Оксфорді.
Його нарис The Nature of Time («Природа часу») отримав першу нагороду у конкурсі 2008 року, організованому Інститутом фундаментальних питань (FQXi).

## Праці
- Разом з Bruno Bertotti: Mach´s principle and the structure of dynamical theories. In: Proc. Roy. Soc. A, Band 382, 1982, S. 295.
- Leibnizian time, Machian dynamics and quantum gravity. In: Roger Penrose, Christopher Isham (Hrsg.): Quantum concepts in space and time, Oxford University Press, 1986.
- The emergence of time and its arrow from timelessness. In: J. Halliwell (Hrsg.): Physical origins of time asymmetry, Cambridge University Press, 1994.
- Разом з Herbert Pfister: Mach´s principle. From Newton´s Bucket to Quantum Gravity, Birkhäuser, 1995 (Einstein Studies, Band 6, darin von Barbour: Einleitung, Mach before Mach, General relativity as a perfectly Machian theory).
- The End of Time: The Next Revolution in our Understanding of the Universe, Oxford University Press, 1999, ISBN 0-297-81985-2; ISBN 0-19-511729-8 (Preprint 2009 [Архівовано 10 лютого 2015 у Wayback Machine.], arxiv.org).
- The Discovery of Dynamics: A Study from a Machian Point of View of the Discovery and the Structure of Dynamical Theories, Oxford University Press, 2001 (zuerst als Absolute or relative motion ?, Band 1 The Discovery of Dynamics).
- Разом з Brendan Z. Foster, Niall Ó Murchadha: Relativity without relativity. [Архівовано 12 квітня 2022 у Wayback Machine.] In: Classical and Quantum Gravity, Band 19, 2002, S. 3217.
- The Nature of Time. Skriptum, 2008 (Essay contest file, pdf [Архівовано 6 липня 2021 у Wayback Machine.]; arXiv:0903.3489 [gr-qc], Links auf pdf u. a.).
- The Janus Point. A New Theory of Time. Basic Book, New York 2020. ISBN 978-0465095469.